# خافيير سانغوينيتي
خافيير سانغوينيتي (بالإسبانية: Javier Sanguinetti)‏ هو لاعب كرة قدم أرجنتيني في مركز الدفاع، ولد في 8 يناير 1971 في لوماس دي ثامورا في الأرجنتين. لعب مع بانفيلد ونادي راسينغ.

## وصلات خارجية
- خافيير سانغوينيتي على موقع قاعدة بيانات كرة القدم.إي يو (الإنجليزية)
- خافيير سانغوينيتي على موقع Soccerway.com (الإنجليزية)